# Jeżowa
Jeżowa is een plaats in het Poolse district  Lubliniecki, woiwodschap Silezië. De plaats maakt deel uit van de gemeente Ciasna en telt 555 inwoners.